# تيار بلانك

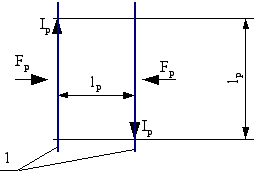
1 - موصل, F_{p} - قوة بلانك, l_{p} - طول بلانك, I_{p} - تيار بلانك.

تيار بلانك (بالإنجليزي:Planck current) هو وحدة للتيار الكهربائي في نظام الوحدات الطبيعية ورمزه Ip
{\displaystyle I_{p}=q_{p}/t_{p}=(c^{6}4\pi \varepsilon _{0}/G)^{\frac {1}{2}}} ≈
3. 479 × 1025 A
حيث أن
{\displaystyle q_{p}=(c\hbar 4\pi \varepsilon _{0})^{\frac {1}{2}}} شحنة بلانك
{\displaystyle t_{p}=(\hbar G/c^{5})^{\frac {1}{2}}} زمن بلانك
{\displaystyle \varepsilon _{0}} = سماحية الفراغ
{\displaystyle \hbar } ثابت بلانك المخفض
G ثابت الجذب العام
c سرعة الضوء في الفراغ
بلانك تيار هو التيار الذي يحمل شحنة بلانك في موصل في زمن بلانك.
بالمقابل يمكن اعتبار تيار بلانك على أنه التيار الثابت, الذي إذا حافظنا على سريانه في موصلين متوازيين مستقيمين ولا نهائيين وذوا مساحة مقطعية متناهي الصغر وموضوعين مسافة طول بلانك من إحداهما الآخر في الفراغ, فأن هذا التيار سينتج قوة بين هذين الموصلين تساوي قوة بلانك لكل طول بلانك.